# Universidade do Noroeste
A Northwestern University (em português Universidade do Noroeste) é uma respeitada universidade de pesquisa localizada em Evanston, Illinois, Estados Unidos. Considerada como uma das mais prestigiosas universidades de elite do mundo, Northwestern foi fundada em 1851 para atender alunos do Território do Noroeste, e conta hoje com uma população estudantil vinda de mais de 100 países, oferecendo diplomas em mais de 200 disciplinas.
Ex-alunos da Northwestern se destacam como inúmeras figuras proeminentes no jornalismo, governo, literatura, negócios, ciência, artes cênicas, educação e medicina. Os professores e ex-alunos da Noroeste incluem inúmeros Chefes de Estado, 23 ganhadores do Prêmio Nobel, 2 laureados com a Medalhas Fields, 43 vencedores do Prêmio Pulitzer, 23 MacArthur Genius Fellows, 19 Rhodes Scholars, 94 membros da Academia de Artes e Ciências dos Estados Unidos, 28 Marshall Scholarship, 23 Vencedores da Medalha Nacional de Ciência, 11 ganhadores da Medalha Nacional de Humanidades, 10 bilionários vivos, 24 medalhistas olímpicos, e 2 juízes da Suprema Corte dos Estados Unidos. Entre as universidades americanas, Northwestern ocupa o oitavo lugar no número de bilionários produzidos. Os ex-alunos da Northwestern também fundaram empresas e organizações notáveis como a Mayo Clinic, The Blackstone Group, Kirkland & Ellis, U.S. Steel, Guggenheim Partners, Accenture, Aon Corporation, AQR Capital, Booz Allen Hamilton, e Melvin Capital. 
Northwestern é uma das universidades com maiores índices de pesquisa nos Estados Unidos, financiando aproximadamente 1500 laboratórios entre seus campus de Evanston e de Chicago, com um programa de doutorado abrangente, e atraindo mais de 900 milhões de dólares em pesquisa patrocinada a cada ano. Avaliada em US$ 15,4 bilhões, a doação da Northwestern está entre as maiores doações universitárias do mundo, além de um orçamento anual de cerca de US$ 2,5 bilhões. 77% das aulas de graduação tem menos de 20 alunos, e a razão média de alunos por professor é de 6/1.  
A universidade é composta por onze escolas de graduação, pós-graduação e profissionais, que incluem a Kellogg School of Management, a Pritzker School of Law, a Feinberg School of Medicine, a Weinberg College of Arts and Sciences, a Bienen School of Music, a McCormick School of Engineering and Applied Science, a Medill School of Journalism, a School of Communication, a Escola de Estudos Profissionais, a Escola de Educação e Política Social e a Escola de Pós-Graduação. A Kellogg School of Management, de Northwestern, é considerada por alguns especialistas como a melhor faculdade de negócios do mundo. As escolas de administração, engenharia e comunicação da Northwestern estão entre as mais produtivas academicamente do país. A School of Communication, de Northwestern, é uma das principais produtoras de atores, atrizes, dramaturgos, escritores e diretores ganhadores do Oscar e do Tony Award.  
O campus principal da universidade fica às margens do Lago Michigan na cidade de Evanston, um subúrbio próximo de Chicago. A Feinberg School of Medicine, faculdade de medicina de Northwestern, e a Pritzker School of Law, faculdade de direito, ficam no centro de Chicago. No outono de 2021, a universidade possuia aproximadamente 23.410  estudantes em tempo integral entre o campus principal de 240 acres em Evanston e o de 25 acres em Chicago. A universidade também mantém um campus em Doha, Catar e sedes em São Francisco, Califórnia, Washington, D.C. e Miami, Flórida.  

## História

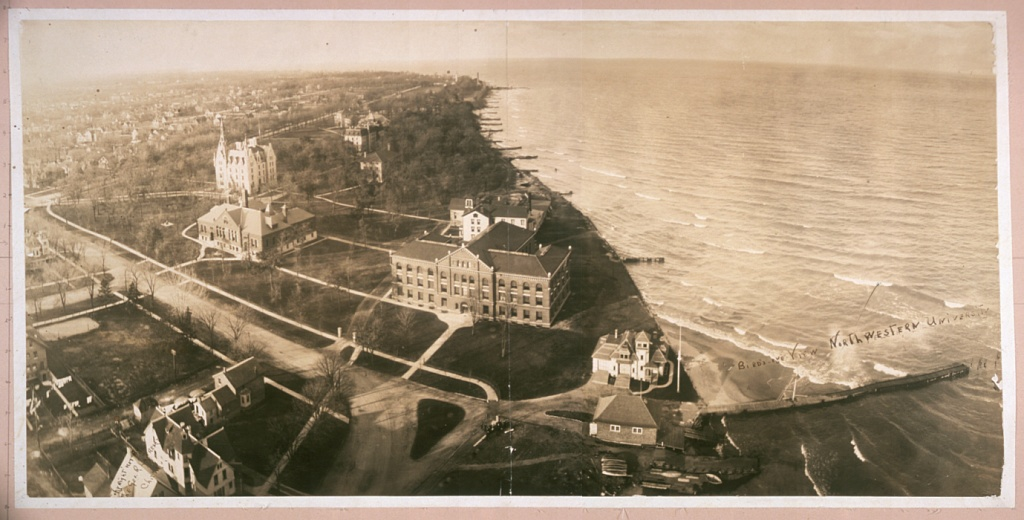
Cartão postal de 1907 com panorama da universidade antes da construção do aterro.

A ideia da criação da Universidade Northwestern surgiu em 31 de maio de 1850, com a reunião de nove empresários e líderes religiosos Metodistas da região de Chicago. Em 28 de janeiro de 1851, a instituição foi oficialmente estabelecida por meio de um estatuto emitido pelo pela Assembleia Geral de Illinois, que autorizava os fundadores a angariarem verbas para estabelecer a universidade, que deveria se localizar "na ou perto da Cidade de Chicago, Condado de Cook".
A área da universidade foi definida em 1853, quando os fundadores compraram uma propriedade de 153 hectares em uma área rural a 20 quilômetros ao norte de Chicago. O grupo também começou a desenvolver a cidade ao redor, batizada de Evanston, em homenagem a um dos fundadores, John Evans, que depois se tornaria governador do Território do Colorado. O primeiro prédio da universidade, o Old College, foi construído em 1855, como uma estrutura temporária. Ele foi destruído em 1977 após ser atingido por um raio que acionou o sistema de sprinklers, o que danificou a estrutura de madeira. O segundo prédio, University Hall, foi completado em 1869 e está em uso até hoje.

## Campi
A Universidade Northwestern tem três campi: o principal, em Evanston; o de Chicago; e o mais recente, no Catar.

### Evanston

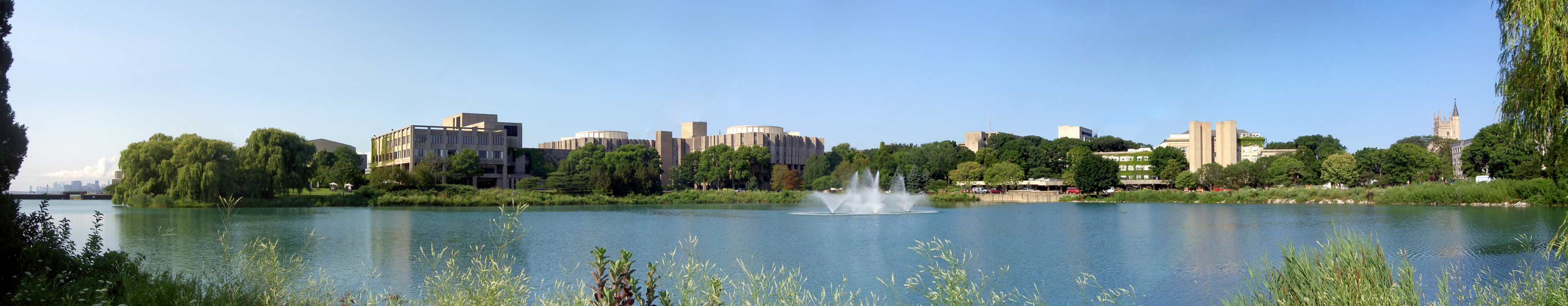
Panorama do lago artificial do campus de Evanston. Ao fundo, na ponta da esquerda, a cidade de Chicago; à centro-esquerda, o centro de estudantes Norris e a biblioteca principal; à centro-direita, o Swift Hall; e na ponta da direita, a torre do Garrett–Evangelical Theological Seminary (escola de teologia independente da universidade).

O maior e mais antigo campus da Universidade Northwestern, o campus de Evanston, fica às margens do Lago Michigan. Com 97 hectares, o campus abriga a maior parte das faculdades, incluindo todas as de gradução.

Parte do campus fica sobre um terreno aterrado no Lago Michigan. O aterro, completado em 1964 (com uma extensão em 1968), ampliou o terreno da universidade em 30 hectares, o que na época quase dobrou a área do campus. Atualmente, a área aterrada abriga, entre outros prédios, o da biblioteca principal, o centro de estudantes Norris, um centro de performance de música, a Kellogg School of Management e um lago artificial.

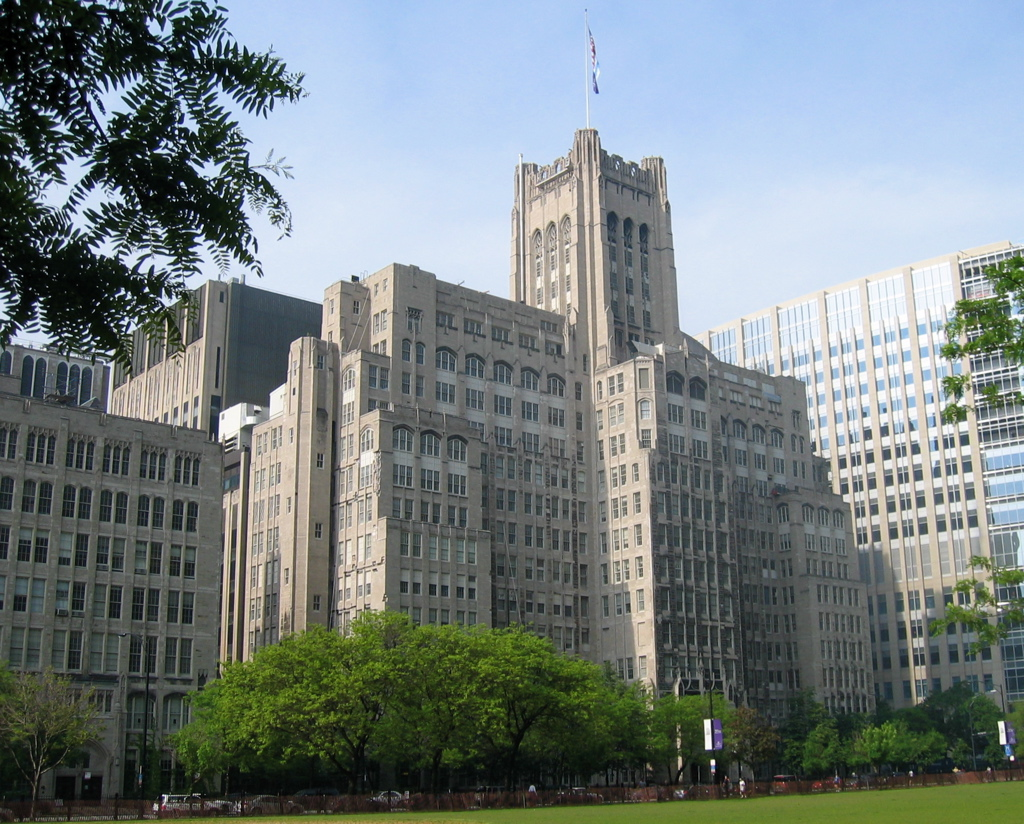
Edifício Montgomery Ward Memorial Building, da escola de medicina da Northwestern University em Chicago, Illinois.

### Chicago
O campus de Chicago da Universidade Northwestern ocupa uma área de 10 hectares no bairro de Streeterville, e abriga os cursos de Direito na Pritzker School of Law e Medicina na Feinberg School of Medicine. No mesmo campus ficam dois hospitais: Northwestern Memorial Hospital e o Ann and Robert H. Lurie Children's Hospital.
A iniciativa de criar um campus em Chicago, que reunisse os departamentos que ficavam fora do campus central e espalhados pela cidade surgiu em 1917. Um dos primeiros prédios a serem construídos foi o Montgomery Ward Memorial Building, em 1926. Com 19 andares, seria considerado o primeiro arranha-céu acadêmico do mundo.
 

A ligação entre os dois campus da região de Chicago, a cerca de 20 quilômetros de distância entre si, é feita por meio de uma linha de ônibus gratuita para estudantes. Além disso, os campi também são acessíveis por meio dos trens e dos ônibus da Chicago Transit Authority.

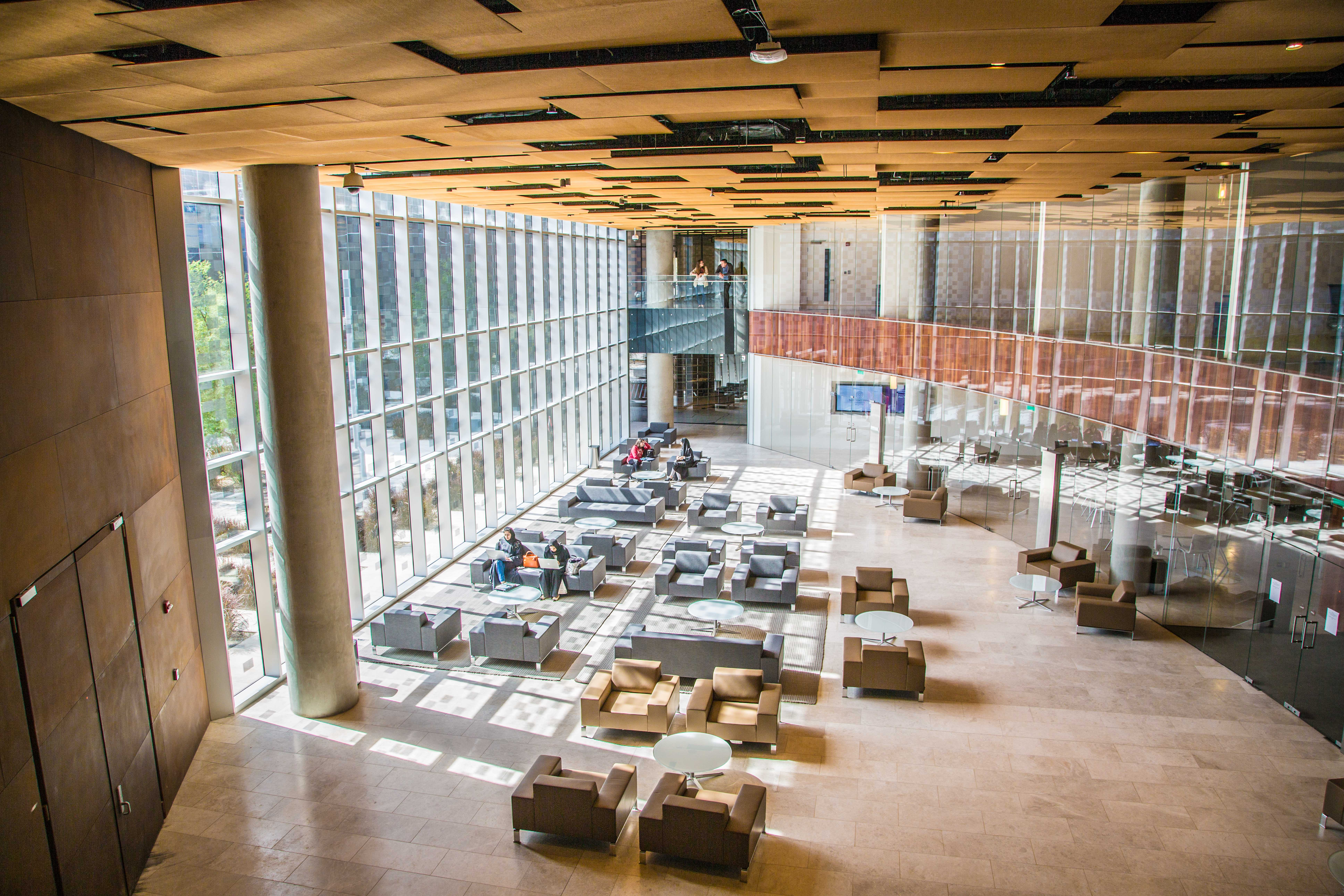
Saguão do prédio da Universidade Northwestern no Catar.

### Catar
Em 2008, após uma parceria com a Qatar Foundation, a Universidade Northwestern se instalou na Cidade da Educação, em Doha, no Catar. Ao fazer isso, se juntou a outras instituições americanas e europeias, como a Virginia Commonwealth University, Universidade Cornell, Universidade Texas A&M, Universidade Carnegie Mellon, Universidade Georgetown, HEC Paris e University College London.
No campus de Catar, a Northwestern oferece cursos de graduação em Comunicação e Jornalismo, e cursos de extensão voltados a executivos.

## Organização
A Universidade Northwestern é dividida em 12 escolas e faculdades, que oferecem cursos de graduação e/ou pós-graduação.
| Nome                                                                    | Criação | Nível de ensino           |
| Weinberg College of Arts & Sciences                                     | 1851    | Graduação                 |
| Feinberg School of Medicine                                             | 1859    | Pós-graduação             |
| Pritzker School of Law                                                  | 1859    | Pós-graduação             |
| School of Communication                                                 | 1878    | Graduação e pós-graduação |
| Bienen School of Music                                                  | 1895    | Graduação e pós-graduação |
| Kellogg School of Management                                            | 1908    | Pós-graduação             |
| McCormick School of Engineering & Applied Science                       | 1909    | Graduação e pós-graduação |
| Graduate School                                                         | 1910    | Pós-graduação             |
| Medill School of Journalism, Media, Integrated Marketing Communications | 1921    | Graduação e pós-graduação |
| School of Education & Social Policy                                     | 1926    | Graduação e pós-graduação |
| School of Professional Studies                                          | 1933    | Graduação e pós-graduação |
| Northwestern in Qatar                                                   | 2008    | Graduação e pós-graduação |

## Ex-alunos notáveis

### Artes e entretenimento
- Ann-Margret, atriz
- Charlton Heston, ator
- David Schwimmer, ator e diretor
- George R. R. Martin, autor
- Jennifer Jones, atriz
- Julia Louis-Dreyfus, atriz
- Meghan, Duquesa de Sussex, ex-atriz e membro da Família real britânica
- Patricia Neal, atriz
- Saul Bellow, autor e vencedor do prêmio Nobel de Literatura
- Seth Meyers, comediante e apresentador
- Stephanie March, atriz
- Stephen Colbert, comediante e apresentador
- Warren Beatty, ator
- Zach Braff, ator
- Zooey Deschanel, atriz e cantora

### Governo e Justiça
- Adlai Stevenson, governador de Illinois e candidato a presidência dos Estados Unidos
- Arthur Goldberg, juiz da Suprema Corte dos Estados Unidos
- George McGovern, senador pela Dakota do Sul e candidato a presidência dos Estados Unidos
- John Paul Stevens, juiz da Suprema Corte dos Estados Unidos
- Rahm Emanuel, prefeito de Chicago

### Economia
- George J. Stigler, vencedor do prêmio Nobel de Economia
- Ginni Rometty, CEO da IBM